# Henk Janssen (touwtrekker)
Hendrikus Alexander (Henk) Janssen (Arnhem, 17 juni 1890 – aldaar, 28 augustus 1969) was een Nederlandse beoefenaar van de touwtreksport en als zodanig lid van de krachtsportvereniging Achilles te Arnhem. Hij kwam uit op dit onderdeel op de Olympische Spelen van 1920.

## Loopbaan
Begin van de 20e eeuw was het touwtrekken ondergebracht bij de atletiek. Het was dan ook de Nederlandse Atletiek Unie (NAU) in Utrecht, die in mei 1920 voorwedstrijden organiseerde voor de Olympische Spelen in Antwerpen later dat jaar. Hierbij kwam ook het onderdeel touwtrekken aan bod, dat door de Arnhemse krachtsportvereniging Achilles werd gewonnen, gevolgd door het team van de vereniging F.L. Jalin uit Edam en op de derde plaats de politiesportvereniging uit Amsterdam. Het resultaat van deze overwinning was, dat het acht man sterke touwtrekteam uit Arnhem als nationaal team naar Antwerpen werd afgevaardigd.
Het is aan Henk Janssen te danken dat het gedetailleerde rapport van de gebeurtenissen rond de Arnhemse touwtrekploeg, indertijd opgetekend door Achilles-bestuurslid en ploegleider Teus van Deutekom, bewaard is gebleven. Een doorslag ervan werd, kort voordat hij overleed, door Janssen geschonken aan Ton Bijkerk, auteur van Olympisch Oranje. Het rapport van de belevenissen van het touwtrekteam in Antwerpen is hier in zijn geheel in opgenomen.
Het team bestond, behalve uit Henk Janssen, uit Anton van Loon (teamcaptain) en diens broer Willem van Loon, Wim Bekkers, Wim van Rekum, Rinus van Rekum, Jan Hengeveld en Sijtse Jansma. Op de Spelen moest de Nederlandse ploeg, met een gemiddeld gewicht van 85 kilogram, allereerst aantreden tegen het bijna 200 kg zwaardere Italië. Toch werd in twee beurten van deze zware tegenstanders gewonnen; de eerste ‘trek’ ging in 1.11 min, de tweede in 43,25 sec. Volgens het verslag van Van Deutekom wierpen de Italianen zich na hun nederlaag op de grond en snikten het uit. Het duurde geruime tijd alvorens zij enigszins gekalmeerd het terrein verlieten. De Nederlanders verloren daarna van de Engelsen, acht Londense politieagenten, die zo’n 300 kg zwaarder waren. De Engelse Bobbies wonnen met gemak in respectievelijk 28,8 en 13,4 sec.
Ten slotte moest de Nederlandse ploeg voor de zilveren medaille tegen de Belgen aantreden, die de Amerikanen hadden verslagen. De Italianen hadden de strijd inmiddels gestaakt. Van de Belgische ploeg kwam vervolgens het bericht binnen, dat ze genoegen namen met de derde prijs en daarom niet in het strijdperk zouden treden. De Belgen waren door een treinvertraging met slechts vier man komen opdagen. De Nederlanders namen echter geen genoegen met dit voldongen feit, wilden om de tweede of derde prijs trekken en lieten dit per microfoon door het stadion omroepen. Hierop volgde een luid applaus en gefluit waarna, toen ook de Belgische laatkomers waren verschenen, de strijd alsnog losbrandde. De eerste ‘trek’ werd, ondanks krachtige tegenstand van de Belgen, in 1.03,4 gewonnen, de tweede in 2.03. Daarmee werd de zilveren medaille veiliggesteld. Het was de allereerste olympische medaille in de geschiedenis van de Nederlandse atletiek. De touwtrekploeg werd bij terugkeer in Nederland dan ook feestelijk onthaald in de Gelderse hoofdstad met een rijtoer, die door duizenden belangstellenden werd bijgewoond en een huldiging in Musis Sacrum.
Vier jaar later was het onderdeel touwtrekken van het olympische programma geschrapt. In 1936 droeg de KNAU deze tak van sport over aan de Nederlandse Kracht Sportbond.